# Piazza della Vittoria (San Pietroburgo)

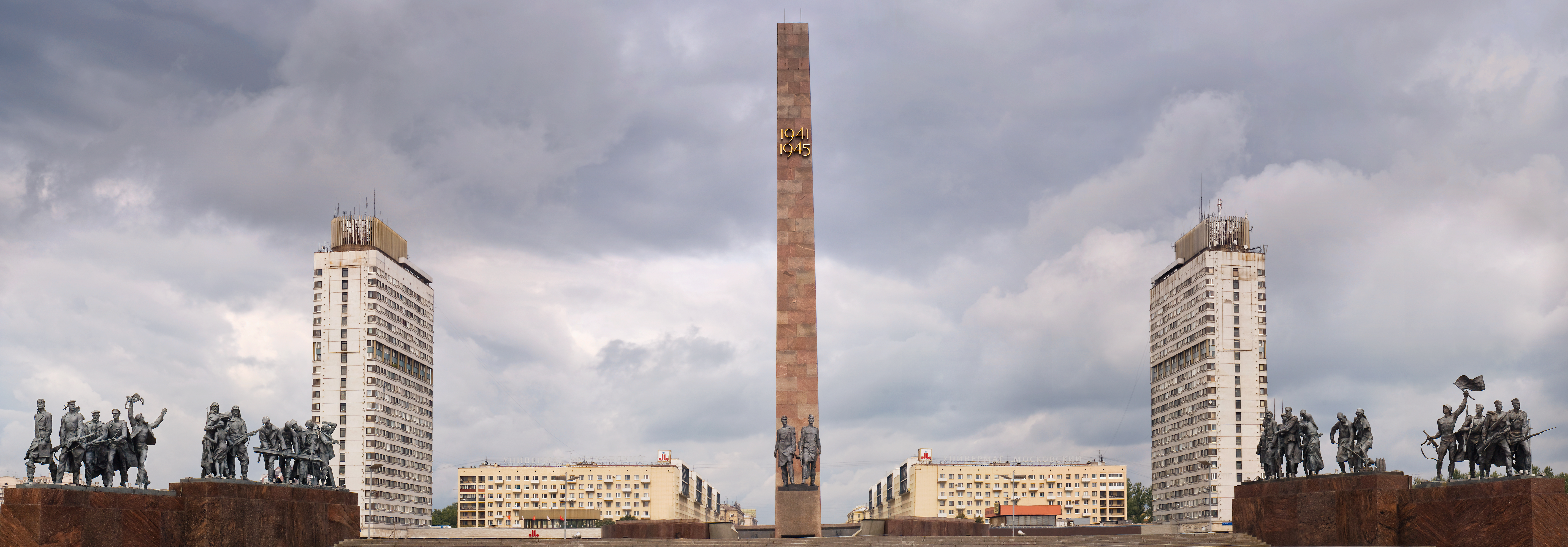
Vista frontale, a livello stradale dell'ingresso al monumento

La Piazza della Vittoria (in russo Площадь Победы?, Plošad’ Pobedy) è una delle principali piazze della città russa di San Pietroburgo. Di forma ellittica, ospita il Monumento agli eroici difensori di Leningrado, eretto contestualmente al rimodernamento della piazza per ricordare i caduti del lungo assedio durante la "Grande Guerra Patriottica".
Ha anche funzione di rotatoria alla confluenza tra la strada statale per Mosca (in russo Московское шоссе?, Moskovskoe šosse) e quella per Pulkovo (in russo Пулковское шоссе?, Pulkovskoe šosse), tra la via delle Officine Rosse Putilov (in russo Краснопутиловская улица?, Krasnoputilovskaja ulica) e del corso Mosca (in russo Московский проспект?, Moskovskij prospekt).